# Tlamapa
Tlamapa är en ort i Mexiko, tillhörande kommunen Axapusco i delstaten Mexiko, i den centrala delen av landet. Orten hade 522 invånare vid folkräkningen 2010.